# RaiNao
Naomi Ramírez es una cantautora puertorriqueña conocida profesionalmente como RaiNao. Nacida en Santurce, San Juan, Puerto Rico, su música incorpora elementos de reguetón, jazz, R&B y pop alternativo, moldeados por su formación en teoría musical y ejecución en vivo. Firmó con Rimas Entertainment en el 2024.

## Primeros años y educación
Naomi Ramírez nació y creció en Santurce, San Juan, Puerto Rico . Su padre, vocalista de bandas de salsa, entre ellas el conjunto de Pete "El Conde" Rodríguez, la introdujo a la música desde temprana edad.   A pesar de su formación musical, se centró en el saxofón más que en el canto, inscribiéndose en la Escuela Libre de Música para estudiar teoría musical e interpretación instrumental.  
Durante su adolescencia, Ramírez experimentó ansiedad y ataques de pánico, y una vez requirió hospitalización durante una crisis de salud mental . Estos desafíos la hicieron dudar a la hora de dedicarse a la música como carrera. 
Ramírez asistió a la Universidad de Puerto Rico, donde inicialmente cursó una especialización en biología con aspiraciones de convertirse en cirujana. Luego de enfrentar desafíos académicos, en 2014 se pasó a las artes teatrales y la producción audiovisual.  

## Carrera
Ramírez comenzó su carrera musical profesional en 2020, subiendo una versión con toques de reggae de " He Tratado " de Víctor Manuelle a YouTube .   Antes de embarcarse en una carrera en solitario, realizó una gira como corista del músico puertorriqueño Rafa Pabön durante cuatro años, lo que la ayudó a superar su miedo escénico y refinar sus habilidades vocales.  
Su EP debut, ahora AKA Nao, fue lanzado en 2022 bajo el sello independiente de Rimas Entertainment, Sonar.  El EP incluyó temas como "Plug" y "Un Amarre" y presentó enfoques experimentales de géneros urbanos y alternativos.  Bad Bunny destacó su tema "LUV", lo que la llevó a actuar en uno de sus conciertos durante la gira Un Verano Sin Ti en San Juan, Puerto Rico . 
En 2023, Ramírez canto en el festival de música South by Southwest en Austin, Texas . Contribuyó al álbum Estrella de Mora, apareciendo en dos temas. 
Su álbum debut, Capicú, fue lanzado en febrero de 2024, mezclando reguetón, jazz, R&B y otros géneros.   Presentó elementos experimentales como trompetas en vivo y ritmos de percusión e incluyó canciones como "Roadhead" y "Naomi's Interlude".  Ese año, actuó en Ceremonia y Baja Beach Fest, marcando otro hito en su carrera.  

## Arte
La música de Ramírez se define por su estilo de mezcla de géneros, incorporando elementos de reguetón, jazz, R&B, drum and bass y pop alternativo .   Su formación como saxofonista influye en su uso de instrumentación en vivo, y sus letras a menudo exploran temas de autoexpresión, vulnerabilidad y empoderamiento.  
Ramírez evita las tendencias a favor de crear música que refleje sus experiencias personales y su visión artística. Escribir las letras de sus canciones es una parte central de su proceso, que ella describe como una forma de comunicarse de manera única. 
Su nombre artístico, RaiNao, se originó como una evolución de su apodo "Nao" y se convirtió en parte de su identidad artística cuando abrazó la música como su "proyecto de vida". 

## Discografía

### Álbumes
- ahora A.K.A. Nao (2022) [1]
- Capicú (2024) [2] [3]

### Canciones seleccionadas
- "Roadhea" (2020) [2]
- "Me Fui" (2021) [1] [2]
- "Amor" (2022) [2]
- "Enchufe" (2022) [1]
- "Un amarre" (2022) [1]
- "Camino de entrada" (2024) [2]
- "El interludio de Naomi" (2024) [2]

Arroyo, Juan J. (25 de febrero de 2022). «Meet RaiNao, the Singer Captivating Listeners With Her Alt-Perreo». Remezcla (en inglés estadounidense). Consultado el 9 de enero de 2025.
Georgi, Maya (23 de febrero de 2024). «RaiNao Is on Her Way to Superstardom. What Better Time Than Now?». Rolling Stone (en inglés estadounidense). Consultado el 9 de enero de 2025.
Trujillo, Jovita (12 de agosto de 2024). «RaiNao promises fans more music, art, and love». HOLA! USA (en inglés estadounidense). Consultado el 9 de enero de 2025.
Sánchez, Anna Brenda (21 de marzo de 2024). «AXE Ceremonia 2024: El poder femenino en el escenario que no te puedes perder». Marie Claire México. Consultado el 26 de enero de 2025.